# Metathelypteris burrowsiorum
Metathelypteris burrowsiorum är en kärrbräkenväxtart som beskrevs av N. R. Crouch. Metathelypteris burrowsiorum ingår i släktet Metathelypteris och familjen Thelypteridaceae. Inga underarter finns listade.